# Z's Triphony DIGITAL CRAFT
Z's Triphony DIGITAL CRAFTは、1989年から1990年にかけてツァイトが発売していた3DCGソフトウェアである。
発売元のツァイトは、Windowsへの移行の遅れにより1997年に倒産した。

## 歴史
- 1989年1月 PC-9800版 Z's Triphony Digital Craft[2]
- 1989年9月 X68000版 Z's Triphony Digital Craft[2]
- 1990年7月 PC-9800版 Z's Triphony Digital Craft Ver.1.1[2]
- 1990年12月 FM-TOWNS版 Z's Triphony Digital Craft[2]

## 参考書籍
- 『Oh!X 1989年10月号』
- 『Oh!FM TOWNS 1992年8月号』
- 『日経パソコン 1991年4月29日号』
- 『Z’s Triphony DIGITAL CRAFTによる誰でもできる3次元グラフィックス』 玉川美土里 1989年12月 ISBN 978-4769202233